# Leeds Carnegie Chargers
Le Leeds Carnegie Chargers sono la squadra di football americano femminile dell'Università Beckett di Leeds, in Inghilterra.

## Dettaglio stagioni

### Tornei nazionali

#### Campionato

##### Sapphire Series Division One/NWFL Premiership
| Stagione | regular season | regular season | regular season | regular season | regular season | regular season | playoff | playoff | playoff | playoff | playoff | playoff     | playoff          |
|          | Vin            | Par            | Per            | Tot            | PF             | PS             | Vin     | Per     | Tot     | PF      | PS      | risultato   | avversaria       |
| -------- | -------------- | -------------- | -------------- | -------------- | -------------- | -------------- | ------- | ------- | ------- | ------- | ------- | ----------- | ---------------- |
| 2017     | 4              | 0              | 2              | 6              | 190            | 121            | 1       | 1       | 2       | 26      | 70      | Finale      | Birmingham Lions |
| 2018     | 5              | 0              | 1              | 6              | 291            | 86             | 1       | 1       | 2       | 56      | 54      | Finale      | Birmingham Lions |
| 2018-19  | 7              | 0              | 1              | 8              | 439            | 49             | 1       | 1       | 2       | 64      | 54      | Terzo posto | Edinburgh Wolves |
| 2022     | 8              | 0              | 0              | 8              | 309            | 90             | 1       | 1       | 2       | 72      | 58      | Terzo posto | Cheshire Bears   |
| Totale   | 24             | 0              | 4              | 28             | 1229           | 346            | 4       | 4       | 8       | 218     | 236     |             |                  |

Fonti: Enciclopedia del Football - A cura di Roberto Mezzetti

### Riepilogo fasi finali disputate
| Anno              | Luogo            | Evento                       | Fase del torneo      | Incontro                                   | Risultato |
| 8 aprile 2017     | Leeds            | Sapphire Series Division One | Finale               | Leeds Carnegie Chargers - Birmingham Lions | 6 - 56    |
| 17 marzo 2018     | Manchester       | Sapphire Series Division One | Finale               | Leeds Carnegie Chargers - Birmingham Lions | 22 - 40   |
| 2 marzo 2019      | Keele            | Sapphire Series Division One | Finale 3º - 4º posto | Leeds Carnegie Chargers - Edinburgh Wolves | 31 - 20   |
| 17 settembre 2022 | Upton-by-Chester | NWFL Premiership             | Finale 3º - 4º posto | Cheshire Bears - Leeds Carnegie Chargers   | 2 - 52    |